# Amsterdam Science Park Chess Tournament
Het Amsterdam Science Park Chess Tournament, ookwel SPA Chess of Science Park toernooi, is een Nederlands schaaktoernooi dat sinds 2011 jaarlijks in de maand juli in Amsterdam plaatsvindt op het Amsterdam Science Park. Het toernooi weet bijna elk jaar internationale grootmeesters aan te trekken.

## Algemeen
Het Science Park toernooi werd in 2011 voor de eerste keer georganiseerd. Nadien kwam het toernooi elk jaar terug, met onderbreking in 2020 en 2021 toen vanwege de coronapandemie en de daarmee gepaard gaande overheidsmaatregelen, het houden van een schaaktoernooi niet mogelijk was.
Het toernooi kent traditioneel een open toernooi met negen speelronden in drie of vier ratinggroepen, en daarnaast vierkampen die doordeweeks of in het weekend plaatsvinden. Tijdens de edities van 2012 en 2013 werd het toernooi gecombineerd met het NK Schaken. In 2012 vond ook een editie plaats van de ACP Golden Classic 2012, een invitatietoernooi met internationale grootmeesters. Vasyl Ivantsjoek wist dat toernooi te winnen.
Tijdens de edities van 2019 en 2022 werd ook de Wil Haggenburg-trofee uitgereikt. Deze prijs ging naar het best presterende lid van de Schaakbond Groot-Amsterdam. Michiel Wunnink won deze prijs in 2019, Arthur de Winter werd de kampioen van 2022. Vanaf 2023 wordt de Wil Haggenburg-trofee uitgereikt tijdens het Amsterdam Chess Open.
Het was lange tijd onzeker of de 13e editie in 2025 zou kunnen doorgaan. De organisatie vond op de valreep nog een sponsor (UniClass) zodat het toernooi blijft bestaan.
Met 13 edities is het Science Park toernooi een van de langslopende grootschalige schaaktoernooien van Amsterdam. Alleen het IBM-schaaktoernooi (20 keer) werd vaker georganiseerd, maar dit toernooi bestaat niet meer.

## Lijst van winnaars

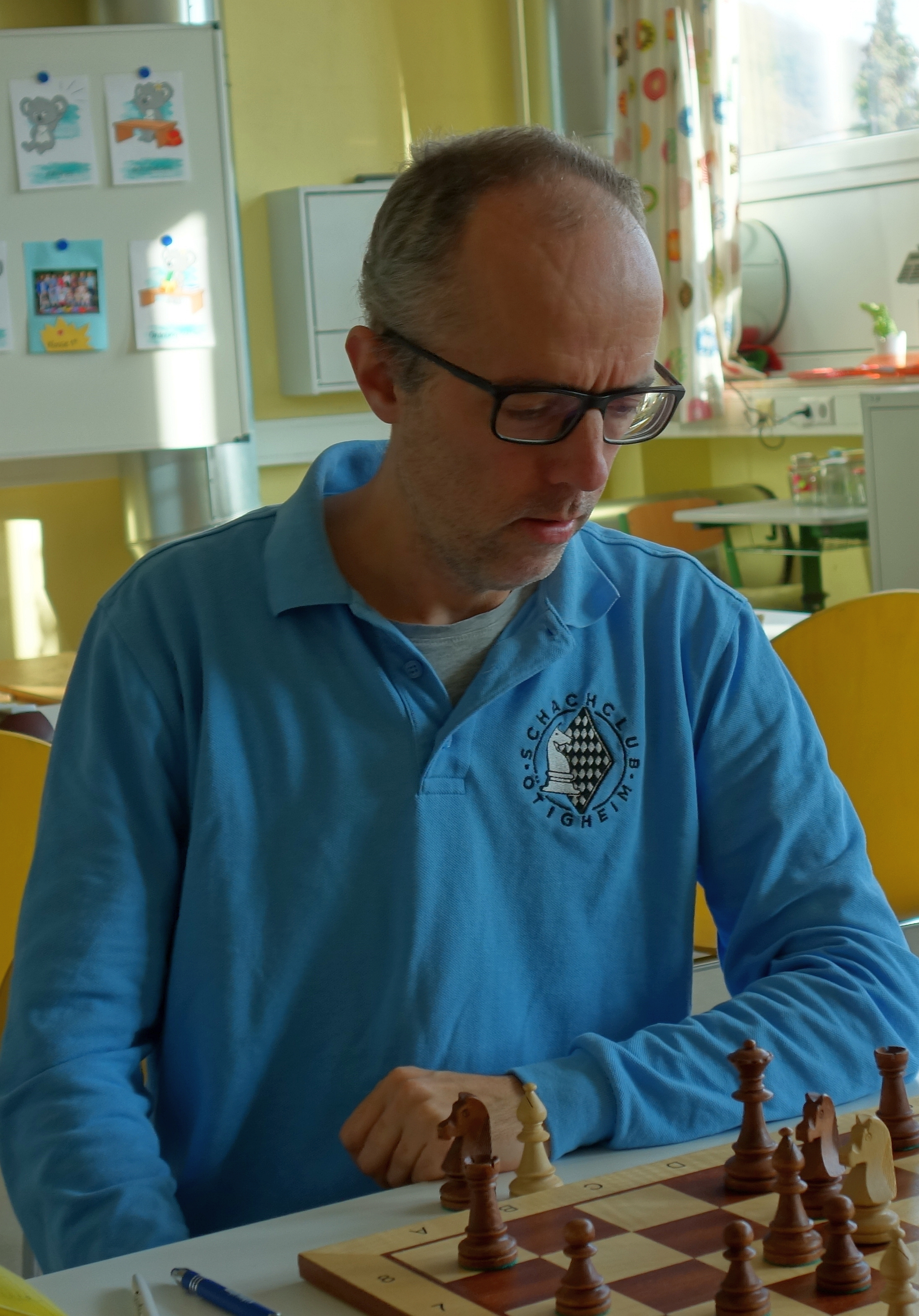
Erik van den Doel, tweevoudig winnaar van het Science Park-toernooi.

| #  | Jaar | Winnaar                                                      |
| -- | ---- | ------------------------------------------------------------ |
| 1  | 2011 | GM Dusan Popovic                                             |
| 2  | 2012 | IM Robert Hungaski                                           |
| 3  | 2013 | FM Etienne Goudriaan                                         |
| 4  | 2014 | GM Erik van den Doel                                         |
| 5  | 2015 | IM Etienne Goudriaan                                         |
| 6  | 2016 | GM Evgeny Alekseev                                           |
| 7  | 2017 | GM Erik van den Doel                                         |
| 8  | 2018 | FM Zyon Kollen                                               |
| 9  | 2019 | GM Evgeny Gleizerov FM Ilias van der Lende GM Mikhail Ulybin |
| 10 | 2022 | Arthur de Winter                                             |
| 11 | 2023 | IM Li Riemersma IM Albert Blees                              |
| 12 | 2024 | FM Esper van Baar                                            |